# Норкасия
Норкасия (исп. Norcasia) — город и муниципалитет в центральной части Колумбии, на территории департамента Кальдас. Входит в состав субрегиона Магдалена-Кальденсе.

## История
Поселение, из которого позднее вырос город, было основано в 1895 году. Муниципалитет Норкасия был выделен в отдельную административную единицу 30 июня 1999 года.

## Географическое положение

Муниципалитет Норкасия

Город расположен в северо-восточной части департамента, на восточном склоне Центральной Кордильеры, на левом берегу реки Гуарино, на расстоянии приблизительно 85 километров к северо-востоку от города Манисалес, административного центра департамента. Абсолютная высота — 722 метра над уровнем моря.
Муниципалитет Норкасия граничит на западе и юго-западе с территорией муниципалитета Самана, на юго-востоке — с муниципалитетом Виктория, на востоке — с муниципалитетом Ла-Дорада, на севере — с территорией департамента Антьокия. Площадь муниципалитета составляет 211,24 км².

## Население
По данным Национального административного департамента статистики Колумбии, совокупная численность населения города и муниципалитета в 2024 году составляла 6146 человек.
Динамика численности населения муниципалитета по годам:
| 2005 | 2010 | 2015 | 2020 | 2021 | 2022 | 2023 | 2024 |
| ---- | ---- | ---- | ---- | ---- | ---- | ---- | ---- |
| 6903 | 6640 | 6374 | 6065 | 6064 | 6100 | 6123 | 6146 |

## Экономика
Большинство трудоспособного населения занято в выращивании авокадо, какао, бананов, а также в животноводстве и лесном хозяйстве.

## Транспорт
Через город проходит национальное шоссе № 56 (исп. Ruta Nacional 56).